# Opération Tempête
Pour les articles homonymes, voir Tempête (homonymie).
Ne doit pas être confondu avec Opération Tempête décisive.

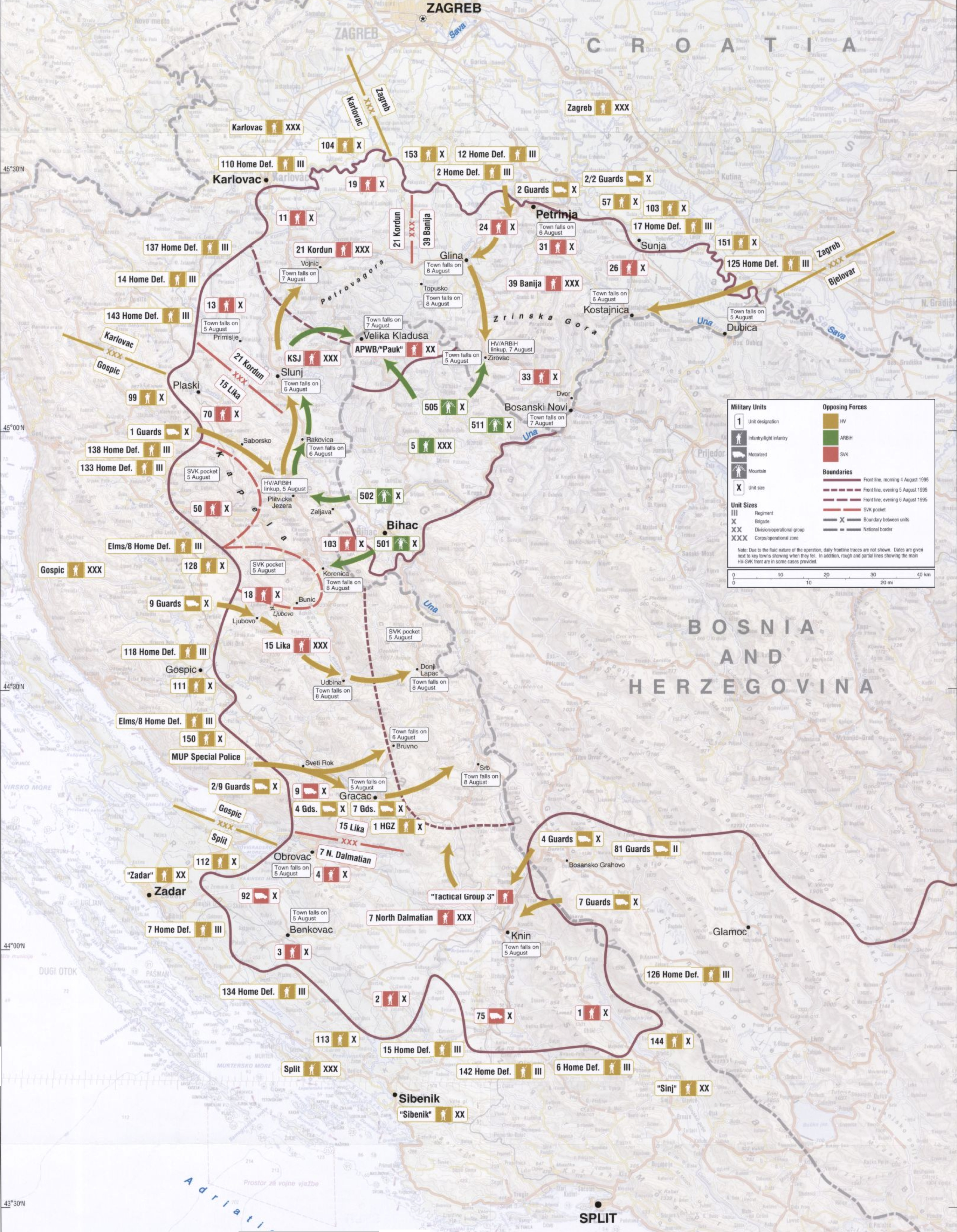
L'opération Tempête en août 1995 dans la RSK

L’opération Tempête (croate et serbe latin : Operacija Oluja, serbe cyrillique: Операција Олуја) est une offensive militaire qui dura du 4 au 7 août 1995, menée par les forces croates sur ordre du président Franjo Tuđman.

## Prélude à l'offensive et rôles controversés de MPRI et du gouvernement des États-Unis
Le 18 mars 1994, les accords de Washington sont signés terminant la guerre croato-bosniaque et fournissant à la Croatie des conseillers militaires de la société militaire privée Military Professional Resources Incorporated (en) (MPRI). L'implication américaine dans le conflit reflète une nouvelle stratégie militaire soutenue par Bill Clinton en février 1993. Parce que l'embargo de l'ONU était toujours en place, le MPRI a été engagé apparemment pour préparer les forces armées de la république de Croatie à participer au partenariat pour la paix de l'OTAN. MPRI a entraîné des officiers et du personnel de l'armée croate pendant 14 semaines de janvier à avril 1995.
Il a aussi été spéculé dans beaucoup de sources y compris un article du New York Times et dans des rapports variés des médias serbes que MPRI aurait également fourni des conseils de doctrine militaire, de planification stratégique et des renseignements obtenus à l'aide de satellites américains à la Croatie,, même si MPRI et des officiels américains et croates ont nié de telles affirmations. En novembre 1994, les États-Unis ont unilatéralement terminé leur surveillance navale de l'Adriatique dans le cadre de l'embargo de l'ONU sur les armes à destination du gouvernement de Bosnie-Herzégovine permettant à la Croatie de s'approvisionner elle-même en prenant une partie des fournitures d'armes à destination du gouvernement bosniaque qui passaient par la Croatie.
Un autre article du New York Times mentionne les informations suivantes au sujet des liens possibles entre Washington et MPRI d'une part et l'opération Tempête d'autre part :
Pour sa mission en Croatie, MPRI a déployé des personnes très importantes : le général Carl E. Vuono (en), qui fut le chef d'État-major de l'armée de terre américaine de 1987 à 1992, et le général Crosbie E. Saint (en) qui fut le commandant de l'armée de terre américaine en Europe de 1988 à 1992.
Un haut responsable de MPRI, Monsieur Soyster a confirmé que ces deux généraux étaient à Zagreb dans les jours précédant l'offensive en Krajina et qu'ils y ont rencontré le ministre de la défense croate Gojko Šušak (en) et le chef d'État-major de l'armée croate.
Une idée de l'importance accordée à cette mission par les Croates peut être vue par leur assiduité à fréquenter le cours dispensé par MPRI intitulé "qualités de leader". Chaque ministre du gouvernement croate y est venu et selon MPRI Monsieur Tudjman y aurait aussi participé.
Plus tard après l'opération Tempête, un officier américain travaillant pour les forces de l'ONU dira que cette attaque était une campagne digne des manuels militaires. Il a dit : « Cette offensive a été effectuée de manière simple, mais pour moi, l'évidence de l'instruction américaine était facilement reconnaissable. On ne bute pas sur ce que les Croates ont achevé. »
Selon le journaliste croate Roman Majetic qui cite un officier de liaison croate, le général Vuono et d'importants officiers croates auraient effectué une série de simulations sur ordinateurs de l'opération Tempête. Le témoignage de cet officier n'a pas pu être confirmé de manière indépendante.
M. Soyster a dit que les atrocités commises pendant l'offensive de Krajina étaient une source de soucis majeurs pour MPRI mais il a ajouté que les cours de MPRI continuaient malgré cela.
« La Croatie est devenue notre allié stratégique de facto », a dit un fonctionnaire du département d’État avec une connaissance intime des travaux dans l'ambassade de Zagreb. « Beaucoup d'armes ont été importées en Croatie malgré l'embargo, et ce n'était pas un problème. Cette question n'a jamais été soulevée. Pas une seule fois. Maintenant nous sommes en train de nous demander : "Qu'est-ce que nous avons déclenché en Croatie et jusqu'où cela va-t-il aller ?". Il faut dire que nous avons donné le feu vert pour cette offensive, car nos avertissements étaient au mieux sans enthousiasme » a dit M. Charles Thomas, un retraité du département d'État, où il a travaillé sur la fédération croato-musulmane en Bosnie.

## Contexte et déroulement de l'offensive

Ordre de bataille et positions des belligérants au 1 août 1995.

L'opération Tempête s'inscrit dans la continuité de l'opération Éclair, où la Croatie avait repris le contrôle des 558 km2 de son territoire de Slavonie Occidentale, auto-proclamé serbe par les Serbes dès le début de la guerre. Elle permet à la Croatie de reprendre le contrôle du territoire de Krajina, aussi auto-proclamée République serbe de Krajina par la majorité serbe de la région.
En quatre jours, la Croatie reprend ainsi le contrôle de la majeure partie des territoires (Dalmatie septentrionale, Lika, Kordun et Banovina). Ses pertes sont estimées entre 174 et 211 soldats tués et entre 1 100 et 1 430 blessés, tandis que les Serbes ont entre 560 et 730 soldats tués  et 4 000 prisonniers.
L'opération Tempete est suivie de l'opération Maestral, une offensive militaire commune de l'armée croate (HV), du conseil de défense croate (HVO) et de l'armée de Bosnie-Herzégovine (ABiH) en Bosnie de l'Ouest.
Le 5 août, date de la reconquête par les Croates de la région de Krajina (RSK), Knin, deviendra une fête nationale en Croatie.

## L’exil des Serbes et pertes humaines

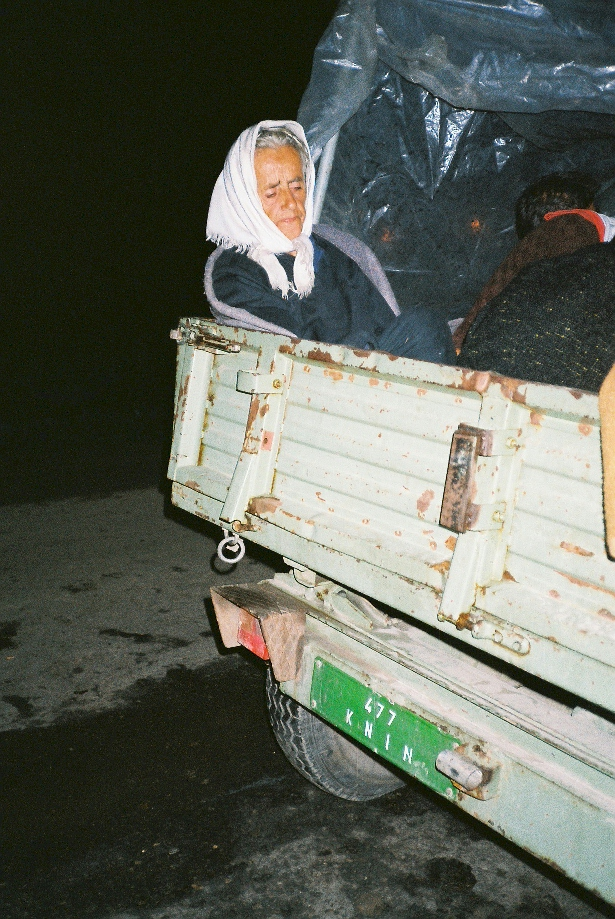
Une vieille femme réfugiée sur une remorque franchissant la frontière serbe (août 1995).

En août 1995, l’armée et les forces de police croates reprirent contrôle de la région de Krajina. Malgré l'intervention de la Croatie, par la voix de son président Franjo Tuđman, invitant la population serbe à ne pas s'enfuir et à attendre l'arrivée de l'armée croate, les Serbes préférèrent répondre à l'ordre d'évacuation donné par le président de la RSK Milan Martić le 4 août 1995 au soir. Ce sont ainsi de 100 000 à 200 000 Serbes qui fuirent en direction de la Serbie ou  de la Bosnie. 
Le nombre de morts civils durant l'opération Tempête est disputé.
Le tribunal pénal international pour la Yougoslavie a conclu qu'un total de 324 civils serbes et soldats avaient été tués. Ce bilan est contesté par des associations de victimes serbes qui parlent de 1 200 civils serbes tués. En particulier selon l'ONG Veritas, 1 856 serbes ont été tués ou ont disparu à la suite de l'opération Tempête, ce nombre incluant 1 019 personnes dont le sort a été déterminé et 837 personnes toujours portées disparues en 2016. De plus, Veritas a spécifié que parmi les 1856 serbes tués ou portés disparus, 1206 étaient des civils (dont 546 femmes). Des sources gouvernementales croates affirment pour leur part que 214 civils ont été tués pendant et après l'opération Tempête. L'ONG Croatian Helsinki Committee rapporte quant à elle que 677 civils ont été tués durant cette période.
En 2005, selon le Haut-Commissariat des Nations unies pour les réfugiés (HCR), quelque 200 000 réfugiés serbes de Croatie pour la plupart, se trouvent toujours en tant que personnes déplacées en Serbie, parmi lesquelles la famille du savant serbe Nikola Tesla.

## Le rôle des généraux: le cas Ante Gotovina

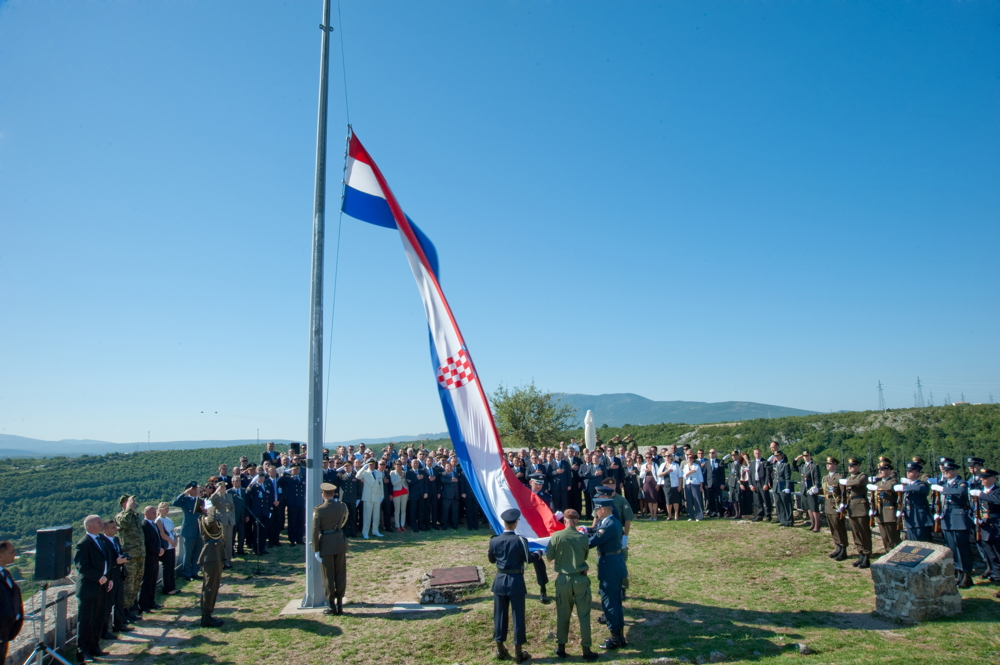
Commémoration le 5 août 2011 de la victoire croate à la forteresse de Knin.

Beaucoup de généraux qui ont participé à cette offensive, entre autres Ante Gotovina et Tihomir Blaškić, furent accusés d'avoir commandité (ou laissé faire) la répression et les massacres perpétrés par les troupes croates.
Ainsi, entre le 4 août 1995 et le 15 novembre 1995, on lui reproche d'avoir été au commandement de l'armée et responsable des actions de soldats croates.
Le général fut inculpé par le TPIY de crimes contre l’humanité et crimes de guerre, commis contre la population serbe de Croatie pendant et après l’opération Tempête. 
Le manque de détermination initial des autorités croates à coopérer avec le Tribunal et à arrêter Ante Gotovina a conduit l’Union européenne à prendre la décision d'ajourner le début des négociations en vue de l’entrée de la Croatie dans l’Union européenne qui devaient débuter le 17 mars 2005.
Officiellement inculpé par le TPIY le 21 mai 2001, Ante Gotovina a été arrêté le 7 décembre 2005 aux îles Canaries (Espagne). Il a été transféré et emprisonné le 10 décembre 2005 à La Haye. Son procès s'est ouvert le 11 mars 2008 devant le TPIY, aux côtés d’Ivan Čermak (en), ancien assistant du ministre de la défense, et de Mladen Markač (en), ex-chef de la police spéciale croate.

Le 15 avril 2011, « la Chambre de première instance I du Tribunal pénal international pour l’ex‑Yougoslavie (TPIY) a déclaré [les] deux généraux croates, Ante Gotovina et Mladen Markač, coupables de crimes contre l’humanité et de violations des lois ou coutumes de la guerre, perpétrés par les forces croates au cours de l’opération Tempête [...]. Ivan Čermak a été acquitté de tous ces chefs d’accusation.

Ante Gotovina, lieutenant général dans l’armée croate et commandant du district militaire de Split durant la période couverte par l’acte d'accusation, et Mladen Markač, Ministre adjoint de l’intérieur chargé des questions relatives à la police spéciale, ont tous deux été reconnus coupables de persécutions, expulsion, pillage, destruction sans motif, meurtre, assassinat, actes inhumains et traitements cruels. Ils ont été condamnés, respectivement, à 24 ans et 18 ans d’emprisonnement. Ils ont été acquittés du chef d’actes inhumains (transfert forcé). Ivan Čermak, qui commandait la garnison de Knin, a été acquitté de tous les chefs d’accusation. »
Le 16 novembre 2012 Ante Gotovina et Mladen Markac furent acquittés en appel par le Tribunal pénal international pour l'ex-Yougoslavie (TPIY). Trois juges contre deux de la cour d'appel se sont prononcés pour cet acquittement.
Les deux juges en désaccord avec l'acquittement, le juge italien Fausto Pocar et le vice-président du TPIY, Carmel Agius, ont écrit des opinions dissidentes :
Pour le juge Carmel Agius:
Le juge Agius relève que plus de 900 obus sont tombés sur la ville de Knin [ville alors à majorité serbe, reconquise par les forces croates en août 1995] en trente-six heures alors qu'elle ne résistait plus, sans que cela suscite l'intérêt des trois autres juges de la Cour d'appel. Il en vient à constater que ceux-ci « ignorent ou ne prennent pas en considération les preuves sans donner de justification adéquate ».
Pour le juge italien Fausto Pocar:
Le juge italien conclut pour sa part que « le jugement de la Cour d'appel contredit tout sens de justice ».
Le président croate Ivo Josipović a inauguré un monument dédié à des victimes serbes de Krajina en compagnie de Milorad Pupovac, Président du Conseil national serbe, un geste en vue de normaliser les relations entre Zagreb et Belgrade.